# Golfo de Gabes
El golfo de Gabes (árabe: خليج قابس) es un golfo ubicado en la costa este de Túnez, en el mar Mediterráneo. El golfo tiene 100 kilómetros de largo y ancho, con las islas Querquenes, al noreste, y la isla de Yerba, en el sudeste. La ciudad de Gabes, que se encuentra en las riberas del golfo, es uno de los principales centros administrativos del país. 
En sus aguas hay una importante fauna marina, destacando los atunes y las esponjas, por lo que la actividad pesquera es importante.

## Nombre
Anteriormente era conocida como Syrtis Minor en latín o Pequeña Sirte, llamado así para distinguirlo de Syrtis Maior es decir, el Gran Sirte, en referencia al actual golfo de Sirte.
El nombre de Syrtis está tomado del antiguo griego donde Surtis (genitivo de Surtidos), mencionado por Heródoto refiere a un «montón de arena y rocas», formado a lo largo de la costa por las corrientes y otros movimientos del agua. Esta palabra está más cerca de Sūrō término que significa «barrido», Surma para «impulsado», Surmos para «ráfaga», Surtos para «acarreado».